# Célestin Port
Pour les articles homonymes, voir Port.
Célestin Port, né le 23 mai 1828 à Paris (ancien 11e arrondissement), mort le 4 mars 1901 à Angers, est un archiviste et historien français.

## Biographie
Fils d'Étienne Port (1796-1848) et de Jeanne Rouzairol (1793-1877), il naît dans une famille modeste. Son père tient un magasin de parapluies. Bachelier en 1847, il est licencié ès-lettres en 1850.
En 1852, il est élève de l'École des chartes, où il soutient une thèse intitulée : Essai sur le commerce maritime de Narbonne. En 1854, il est nommé archiviste départemental de Maine-et-Loire. Aiguillonné par son maître Jules Quicherat, il consacre quarante-sept ans de son existence à l’histoire de l’Anjou, sur laquelle il publie d'importants travaux. Son œuvre maîtresse est le Dictionnaire historique, géographique et biographique de Maine-et-Loire.
Le 20 décembre 1876, il est élu correspondant de l'institut et membre non résidant du comité des beaux-arts en 1877 et du comité des travaux historiques en 1880.
Célestin Port ne fait pas mystère de ses convictions républicaines militantes, mais il se tient à l'écart des querelles des partis. Il s'intéresse aussi au théâtre et à la poésie latine. Il rassemble également une collection de gravures et de photographies.
Il était marié à Marie-Caroline Hertzel.

## Décorations
- Chevalier de la Légion d'honneur (23 avril 1870).
- Officier de l'Instruction publique (27 avril 1878)[1].
- Officier de la Légion d'honneur (31 décembre 1881)[1].

## Hommage
Son nom a été donné à une rue d'Angers le 25 mars 1902, ainsi qu’à la salle de lecture des Archives départementales de Maine-et-Loire. Son nom est également à l'honneur de la ville de Saumur où la rue de la médiathèque porte le nom de Célestin Port.

## Publications
- De Paris à Agen, par Vierzon, Chateauroux, Limoges et Périgueux : Itinéraire descriptif et historique, Paris, Librairie de L. Hachette, coll. « Collection des guides-Joanne », 1867 (lire en ligne).
- Dictionnaire historique, géographique et biographique de Maine-et-Loire, illustration de Pierre Vidal, Angers, 1880 (BNF 41674814).